# Haushaltssaldo

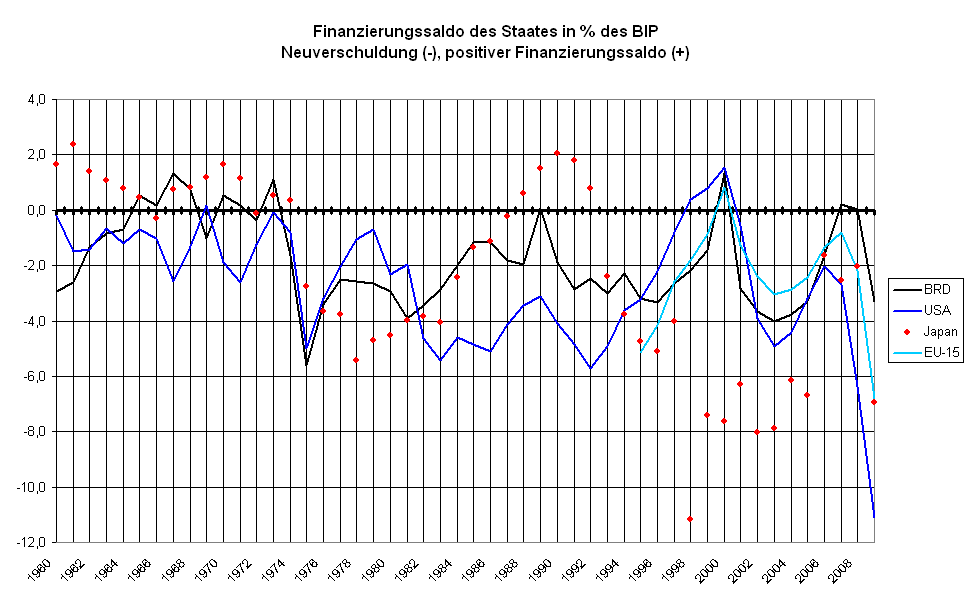
Haushaltssalden der Triade-Länder

Nettokreditaufnahme des Bundes (Quelle: Deutsches Bundesfinanzministerium, April 2011; die Jahre 2011–15 sind Schätzungen), in rot die tatsächlich realisierte Nettokreditaufnahme

Haushaltssaldo (auch Finanzierungssaldo oder Budgetsaldo) ist die Differenz der Ausgaben und Einnahmen eines öffentlichen Haushalts mit Ausnahme der Nettokreditaufnahme.

## Haushaltssaldo und Nettokreditaufnahme
Ein Haushalt ist die zusammenfassende Darstellung der öffentlichen Finanzwirtschaft, ausgedrückt in Einnahmen und Ausgaben. In Deutschland sind haushaltsführende Stellen verpflichtet, einen formell ausgeglichenen Haushalt aufzustellen, (Art. 110 Abs. 1 Satz 2 GG, § 8 BHO). Hiernach müssen die Ausgaben durch Einnahmen einschließlich der Nettokreditaufnahme gedeckt sein. Man bezeichnet dies als formellen Haushaltsausgleich.
Der Haushaltssaldo entspricht der Nettokreditaufnahme mit umgekehrtem Vorzeichen: Übersteigen etwa die neu aufgenommenen Kredite die im selben Jahr geleisteten Tilgungen, ist die Nettokreditaufnahme positiv und der Haushaltssaldo negativ; ihre Summe ist stets gleich Null. Beim materiellen Haushaltsausgleich sind die Nettokreditaufnahme und der Haushaltssaldo jeweils für sich genommen gleich Null.
Ein materieller Haushaltsausgleich ist schwierig zu erreichen, weil die Einnahmen auf Steuerschätzungen beruhen, während der größte Teil der Ausgaben bereits gesetzlich feststeht. Deckungsprobleme können sich somit beim Haushaltsvollzug ergeben, wenn die tatsächlichen Einnahmen geringer sind als die geplanten.
In Art. 109 Abs. 3 GG ist vorgeschrieben, dass die Haushalte von Bund und Ländern grundsätzlich ohne Einnahmen aus Krediten auszugleichen sind. Demgegenüber verlangt die Forderung des Haushaltsausgleich gemäß Art. 110 Abs. 1 Satz 2 GG lediglich einen formellen Ausgleich.
Ein kommunaler Haushalt ist dann ausgeglichen, wenn die Zuführung vom Verwaltungs- an den Vermögenshaushalt mindestens der Höhe der planmäßigen Tilgungsleistungen entspricht. Ist der Zuführungsbetrag an den Vermögenshaushalt höher, verfügt die haushaltsführende Stelle über eine „freie Spitze“, fällt er geringer aus, weist der Haushalt ein Haushaltsdefizit auf. Der Haushaltsausgleich gehört zum Prinzip der Haushaltswahrheit und damit zu den Haushaltsgrundsätzen.

## Positiver und negativer Haushaltssaldo
Ein positiver Haushaltssaldo heißt Haushaltsüberschuss (auch: Budgetüberschuss oder Finanzierungsüberschuss), ein negativer Haushaltssaldo heißt Haushaltsdefizit (auch: Budgetdefizit oder Finanzierungsdefizit). Weist ein kommunaler Verwaltungshaushalt einen Überschuss aus, ist dieser auf den Vermögenshaushalt zu übertragen, Defizite werden durch Auflösung von Rücklagen oder Veräußerungen im Vermögenshaushalt ausgeglichen. Diese Übertragungen zum oder vom Vermögenshaushalt führen in jedem Fall zu einem Ausgleich des Verwaltungshaushalts. Als „Freie Spitze“ bezeichnet man haushaltsrechtlich den positiven Saldo des Verwaltungshaushalts nach Abzug der planmäßigen Kredittilgungen, der an den Vermögenshaushalt abzuführen ist. Der Haushaltssaldo ist also das normierte Ergebnis, ausgedrückt in Haushaltsdefizit oder -überschuss („freie Spitze“). Die meisten Staaten weisen seit Jahrzehnten fast immer Haushaltsdefizite auf, was zu einer weltweit immer weiter zunehmenden Staatsverschuldung führt. Dies kann zu Krisen führen, z. B. die Staatsschuldenkrise im Euroraum.

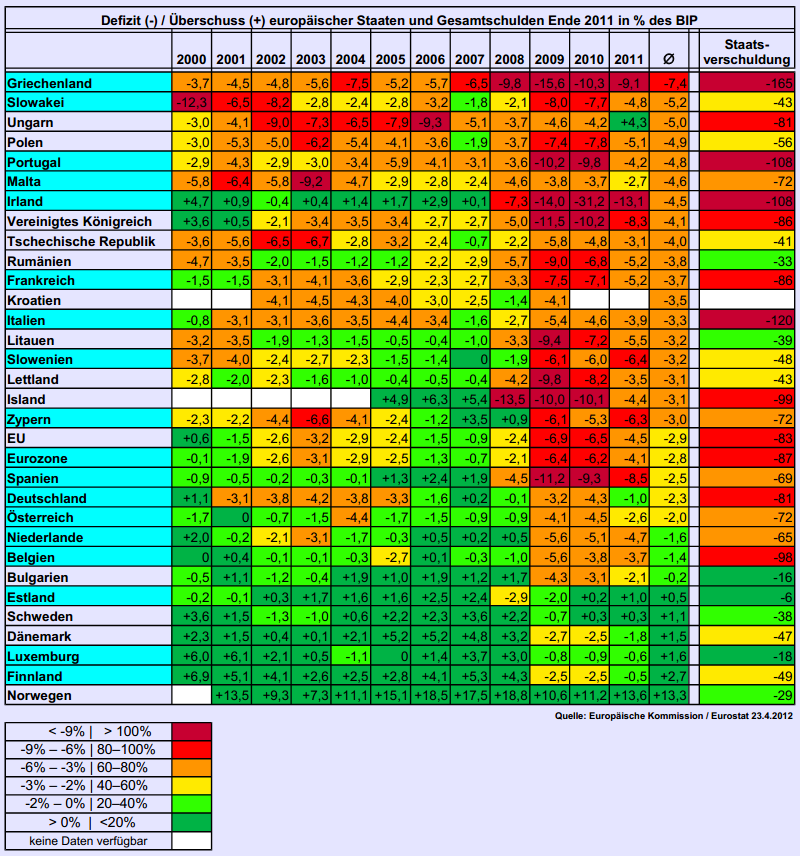
Defizit / Überschuss europäischer Staaten in % des BIP

Ein Haushaltsdefizit muss – zwecks formal erforderlichen Haushaltsausgleichs – durch Rücklagen und/oder Kreditaufnahmen ausgeglichen werden. Rücklagen dienen nach § 103 HessGemO zum Ausgleich von Einnahmeschwankungen und zur Sicherung der Zahlungsfähigkeit. Steht eine Rücklage nicht zur Verfügung, bleiben Kreditaufnahmen als einzige Ausgleichsoption übrig. Das ist grundsätzlich auf Bundesebene der Fall, sodass dort ein Haushaltsdefizit mit einer Kreditaufnahme gleichzusetzen ist. Ein Defizit legt offen, dass Ausgaben nicht mehr durch laufende Einnahmen gedeckt werden können und deshalb Neukredite zur Finanzierung der Deckungslücke aufgenommen werden müssen.
Der Begriff Finanzierungssaldo wird überwiegend Synonym zu Haushaltssaldo verwendet. (§ 13 Abs. 4 BHO) sieht geringfügige Bereinigungen insbesondere um den Münzgewinn vor.

## Kennzahlen
Betrachtet man verschiedene Staaten, ist ein Vergleich ihrer Haushaltssalden nicht sinnvoll, weil sich die verschiedenen Länder in ihrer Wirtschaftskraft voneinander unterscheiden. Eine für Vergleiche sinnvolle volkswirtschaftliche Kennzahl ist die Defizitquote, die als Verhältnis von Haushaltsdefizit und Bruttoinlandsprodukt definiert ist:
{\displaystyle {\text{Defizitquote}}={\frac {\text{Haushaltsdefizit}}{\text{Bruttoinlandsprodukt}}}\,\cdot 100\,\%}
Je stärker die Wirtschaftskraft eines Staates ist, umso mehr Staatsverschuldung kann er sich leisten. Denn der aus der Staatsverschuldung resultierende Schuldendienst ist die Hauptursache für ein Haushaltsdefizit. Steigt das Zinsniveau – bei sonst gleichbleibenden Bedingungen – so verschlechtert sich die Defizitquote und umgekehrt. Geringere Staatsverschuldung hat eine Verbesserung der Defizitquote zur Folge und umgekehrt.
Analog berechnet man im Fall positiver Haushaltssalden die Überschussquote. Der Stabilitäts- und Wachstumspakt untersagt grundsätzlich Defizitquoten von mehr als drei Prozent des Bruttoinlandsprodukts. Die nebenstehende Tabelle zeigt die Defizit- und Überschussquoten der europäischen Staaten in den Jahren 2000 bis 2011.

## Haushaltsüberschuss
Im Falle eines Haushaltsüberschusses erwirtschaftet der Staat einen Überschuss der Einnahmen über die Ausgaben. Dieser Überschuss mindert den bestehenden Schuldenstand.
Bisher (Stand: 2020) ist ein Haushaltsüberschuss in der Bundesrepublik Deutschland seit den 1950er Jahren (siehe Juliusturm) in acht Jahren vorgekommen. Haushaltsdefizite waren die Regel. 1969 blieb für lange Zeit das letzte Jahr mit ausgeglichenem Haushalt.
Erst 2007 – fast 40 Jahre später – konnte in Deutschland wieder ein ausgeglichener Gesamtsstaatshaushalt erreicht werden. Es folgten vier weitere Jahre mit einem Haushaltsdefizit. In den Jahren 2012 bis 2019 war der Gesamtsstaatshaushalt (bestehend aus den Haushalten auf Bundes-, Landes- und kommunaler Ebene sowie der Sozialversicherung) wieder ausgeglichen, 2014–2019 auch der Bundeshaushalt. Deutschland konnte von 2014 bis 2019 jährlich einen Überschuss des Gesamtstaatshaushaltes erzielen; für 2019 lag die Überschussquote bei 1,4 % des BIP. Im Jahr 2020 hingegen war erneut ein Defizit im öffentlichen Gesamthaushalt zu verzeichnen – bedingt durch die Auswirkungen der COVID-19-Pandemie das höchste Defizit seit der deutschen Wiedervereinigung.
Norwegen erzielt infolge seines Ölreichtums seit Jahren Haushaltsüberschüsse, die es teils im staatlichen Pensionsfonds (mehrere hundert Milliarden Euro) einzahlt und verwaltet.

## Folgen eines Haushaltsdefizits
Um das Postulat eines Haushaltsausgleichs durchzusetzen, sind gesetzliche Sanktionen für den Fall eines Haushaltsdefizits vorgesehen. Diese greifen jedoch nicht bei einem einmaligen und geringen Haushaltsdefizit, sondern erst bei dauerhaften und hohen Defiziten. In Art. 109 Abs. 3 GG ist vorgesehen, dass die Bundes- und Länderhaushalte im Regelfall ohne Einnahmen aus Krediten auszugleichen sind („Schuldenbremse“). Diese Forderung gilt als eingehalten, wenn das Haushaltsdefizit 0,35 % des nominalen Bruttoinlandsprodukts nicht überschreitet (Art. 115 Abs. 2 Satz 2 GG). Damit ist ein materieller Haushaltsausgleich gemeint. Nach Art. 126 AEU-Vertrag sind übermäßige Defizite zu vermeiden, sodass Haushaltsdefizite europarechtlich nicht grundsätzlich verboten sind. Überschreitet das Defizit im Bundeshaushalt allerdings 3 % des Bruttoinlandsprodukts, so drohen die in Art. 126 Abs. 11 AEU-Vertrag aufgeführten Sanktionen. Da das nationale zulässige Haushaltsdefizit wesentlich niedriger ist als das europarechtliche, führt dessen Einhaltung automatisch auch zur Einhaltung der europarechtlichen Defizitgrenze.
Auf kommunaler Ebene ist die Verfehlung des Ziels eines Haushaltsausgleichs ebenfalls mit gesetzlichen Konsequenzen verbunden. Kann nämlich ein ausgeglichener Haushalt nicht vorgelegt werden, greift das so genannte Haushaltssicherungskonzept mit dem Ziel, künftig wieder einen ausgeglichenen Haushalt erreichen zu können (§ 76 GemO NRW). Es darf ein Drittel der Rücklage aufgebraucht werden, um einen ausgeglichenen Haushalt zu ermöglichen. Wird dieser Schwellenwert überschritten, wird das Haushaltssicherungskonzept ausgelöst. Dann wird vermutet, dass eine Verringerung der Rücklage in zwei aufeinanderfolgenden Haushaltsjahren auf strukturelle Haushaltsdefizite hinweist. Dabei wirkt im Wege der Genehmigung und Überwachung die Kommunalaufsicht mit.
Die Bedeutung von Haushaltsdefiziten wird in der Volkswirtschaftslehre kontrovers diskutiert, siehe dazu den Hauptartikel Staatsverschuldung.